# Hans Ranke (Politiker)
Hans Ranke (* 17. Mai 1905 in Berlin; † nach 1989) war ein deutscher Jurist und langjähriger Stellvertreter des Ministers der Justiz der DDR.

## Leben
Ranke studierte Rechtswissenschaft an den Universitäten Greifswald und Berlin und wurde 1936 mit der Arbeit Das gesamte Devisenrecht: Handkommentar für Wirtschaft und Praxis zum Doktor der Rechte promoviert. In der Zeit des Nationalsozialismus war er Landgerichtsrat bei der Reichsstelle für Devisenbeschaffung unter Helmuth Wohlthat. Als solcher leitete er vom 1. bis 3. Oktober 1936 die Durchsuchung der apostolischen Nuntiatur im Palais Seyssel d’Aix in München. Er wurde von der Wehrmacht im Zweiten Weltkrieg eingesetzt und war in sowjetischer Kriegsgefangenschaft.
Ab 1947 war er Richter an den Amtsgerichten Berlin-Köpenick und Berlin-Mitte. Er wurde Mitglied der SED. Nach der Spaltung Berlins war er von 1949 bis 1950 Landgerichtsrat bzw. Landgerichtsdirektor am Landgericht in Ost-Berlin. Im September 1949 wurde er zum Vizepräsidenten. und am 13. April 1950 durch den Magistrat von Berlin zum Präsidenten des Kammergerichts ernannt. Dieses Amt übte er bis 1957 aus.
1954 und 1958 wurde er als Abgeordneter in die Berliner Stadtverordnetenversammlung gewählt, in der er Mitglied der Ständigen Kommission Finanzen war. Ab 1955 war er Mitglied des Kollegiums des Justizministeriums der DDR. Am ehemaligen Institut für Rechtswissenschaft leitete er die Abteilung Prozessrecht. Er übernahm Betreuung der Dissertation von Rudolf Hermann, der damals "mit der Wahrnehmung einer Dozentur beauftragt im Institut für Strafrecht der Martin-Luther-Universität  Halle-Wittenberg" war, unter dem Arbeitstitel Die Schöffengerichte in Deutschland.
Im Juli 1957 wurde Dr. Hans Ranke auf Beschluss des SED-Politbüros neben dem Staatssekretär Heinrich Toeplitz als zweiter Stellvertreter von Justizministerin Hilde Benjamin eingesetzt. An Gesetzgebungsvorhaben, vor allem zum Strafrecht und Zivilrecht der DDR, wirkte er maßgeblich mit.
Von 1965 bis November 1989 war er Staatssekretär im Ministerium der Justiz mit dem Zuständigkeitsbereich für die Verhandlungen mit der Bundesrepublik Deutschland. Im August 1973 begannen die Verhandlungen zur vertraglichen Regelung des Rechtshilfeverkehrs zwischen den beiden deutschen Staaten. Die Verhandlungen wurden auf Seiten der Deutschen Demokratischen Republik vom Staatssekretär im Ministerium der Justiz, Dr. Hans Ranke, und auf Seiten der Bundesrepublik Deutschland vom Staatssekretär des Bundesministeriums der Justiz, Dr. Günther Erkel, geführt. Die letzte Verhandlung, an der Hans Ranke teilnahm, fand im Oktober 1988 in Ostberlin mit dem Staatssekretär im Bundesministerium der Justiz, Klaus Kinkel, statt. Am 30. November 1989 wurde Ranke von der Regierung Modrow aus gesundheitlichen und altersmäßigen Gründen von der Funktion des Staatssekretärs entbunden und Ulrich Roehl als sein Nachfolger bestätigt. Ranke lebte zuletzt in Lehnitz.

## Auszeichnungen und Ehrungen
- 1962 Vaterländischer Verdienstorden in Silber
- 1965 Orden Banner der Arbeit
- 1975 Vaterländischer Verdienstorden in Gold
- 1979 Verdienter Jurist der DDR[17]
- 1985 Ehrenspange zum Vaterländischen Verdienstorden in Gold
- Am 15. Mai 1970 wurde ihm die juristische Ehrendoktorwürde der Humboldt-Universität zu Berlin verliehen.[18]